# Libéraux (Restauration)
Les libéraux, aussi appelés les indépendants, forment un mouvement politique pendant la Restauration. Ils siègent à gauche au sein de la Chambre des députés et forment un groupe hétéroclite qui rassemble des jacobins, des bonapartistes et d'anciens opposants libéraux à Napoléon.
Apparu en septembre 1816, le parti libéral ne compte qu'un petit nombre de députés au début de la Restauration, mais il monte en puissance à partir de 1819 et se radicalise en prenant pour objectif le renversement des Bourbons. En 1830, les libéraux prennent une part active aux Trois Glorieuses qui causent la chute de Charles X.
Des membres de cette faction formeront plus tard le Parti du Mouvement durant la monarchie de Juillet puis le Centre gauche au début de la IIIe République qui sera à l'origine de l'Union libérale républicaine.

## Historique

### Première Restauration
Après  la première abdication de Napoléon et l'application de la Charte de 4 juin 1814 par Louis XVIII, une nouvelle monarchie constitutionnelle est mis en place en France. Cette nouvelle charte prévoyait la création d'une législature bicamérale, le roi conservant une partie de son pouvoir et de ses titres. Le nouveau royaume était considéré comme une « monarchie constitutionnelle, mais non parlementaire », laissant au roi et à ses ministres un pouvoir considérable.
L'une des sections de cette nouvelle charte a été imposée par les « libéraux », qui se sont unis au sein du Parti libéral. Cette sections, connue sous le nom d'« article libéral », prévoyait l'adoption du suffrage sélectif. Celui-ci est accordé aux hommes âgés d'au moins 40 ans, qui sont assujettis à 1 000 francs français d'impôt direct. Dans ces conditions, les citoyens politiquement actifs s'élèvent à 100 000 électeurs et 15 000 éligibles.

### Les Cents-Jours

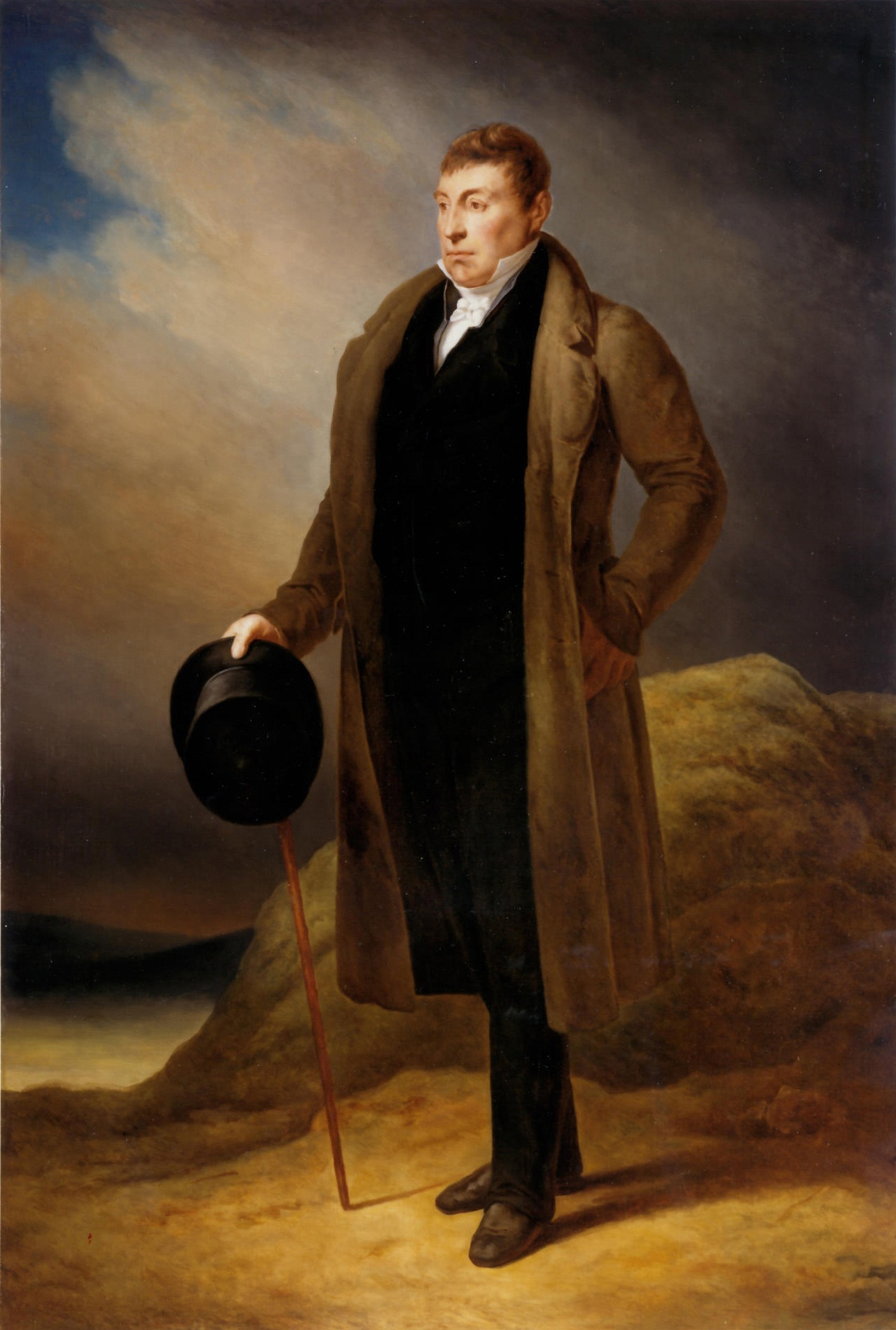
Portrait du Marquis de La Fayette. Le marquis a dirigé les libéraux lors des élections de mai 1815, mais a quitté la vie politique après l'abdication de Napoléon jusqu'aux élections de 1831. Le marquis est vu comme l'un des principaux dirigeants du parti, et lors de la Révolution préférait une monarchie limitée avec représentation populaire forte.

Avec le retour de Napoléon, la Charte de 1814 est annulée et un acte additionnel aux Constitutions de l'Empire, est signé le 22 avril 1815. Cet acte a été rédigé par un futur chef du parti libéral, Benjamin Constant.
Lors des élections qui ont suivi, tenues entre le 8 et le 22 mai 1815, le parti nouvellement formé par les libéraux remporte une victoire écrasante de 510 sièges sur les 630 de la Chambre. Cette victoire des libéraux sur les bonapartistes (80 sièges) et les républicains jacobins (40 sièges), fut considérée par Napoléon comme une réponse directe à son retour, qui commença par conséquent à travailler avec eux pendant les Cent-Jours.
Durant cette période, le parti libéral est un ensemble hétéroclites dirigé par le célèbre Marquis de La Fayette et on y retrouve d'anciens révolutionnaires modérés comme Lanjuinais, Dupont de l'Eure ou de jeunes élus encore inconnus comme Manuel. Ce dernier est alors l'homme-lige de Fouché qui, en vue d'une prochaine crise de régime, a fait élire ses affidés tels que Jay et son propre secrétaire Fabry, ou encore les banquiers Jacques Laffitte et Hottinguer.
Ces libéraux tiennent sur un programme constitutionnel de centre-gauche, conçue pour soutenir Napoléon tout en le tenant responsable. L'élection de mai 1815 était la seule fois où les libéraux détenaient une majorité qualifiée (et une majorité simple), ainsi que l'exécutif,,,,,.

### Seconde Restauration

#### Les libéraux écartés par les Ultras
Après la seconde abdication de Napoléon, les libéraux souhaitent dans un premier temps négocier avec les souverains coalisés pour éviter le rétablissement des Bourbons sur le trône de France, en vain. Finalement, Louis XVIII est replacé sur le trône et dissout la Chambre des représentants dominée par les libéraux. Ainsi, les membres des trois mouvances (libéraux, bonapartistes et républicains jacobins) sont exclus de la vie politique.
Certains libéraux rejoignent alors les Monarchistes constitutionnels (doctrinaires) nouvellement formés, qui soutiennent le retour de Louis XVIII et la Charte de 1814. Cependant, de nombreux libéraux décident de se présenter aux élections législatives d'août 1815 comme indépendants ; sans succès face à la vague des nouveaux ultra-royalistes qui obtiennent une écrasante majorité,.

#### Succès électoraux

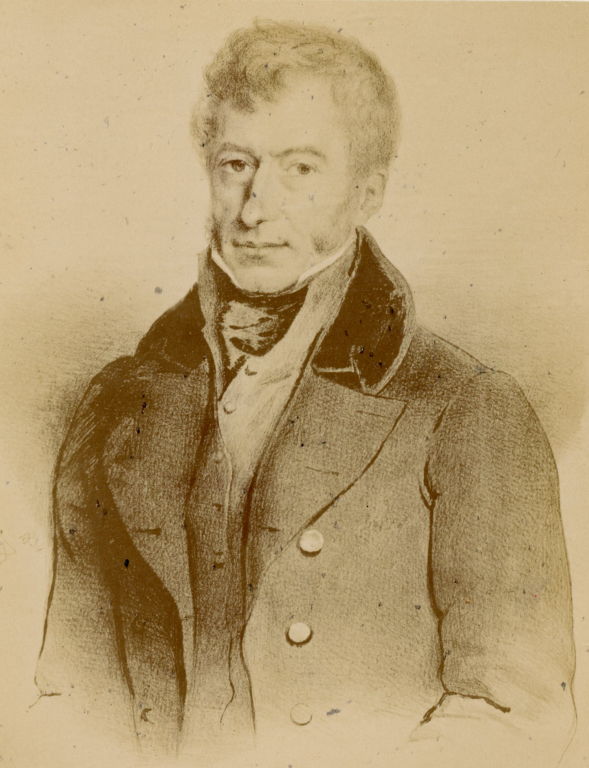
Portrait du Marqui d'Argenson. Le Marquis était le successeur de La Fayette, et était vu plus libéral mais moins radical que ce dernier. Il dirigea le parti lors des élections législatives de 1817 et partielles de 1819, avant d'être remplacé par le plus libéral et plus direct Benjamin Constant pour les élections de 1820.

Après la dissolution de la « Chambre introuvable » le 5 septembre 1816, le duc de Richelieu alors chef du gouvernement recommande à Louis XVIII d'autoriser les « partis non gouvernementaux » à se présenter aux futures élections, déclarant qu'en permettant aux « partis d'opposition » de se présenter, le peuple aurait une meilleure opinion du roi et le verrait comme un constitutionnaliste soutenant tous les côtés.
Lors des élections législatives de 1816, les doctrinaires se divisent entre les « vieilles doctrines », soutenant l'ancienne charte de 1814, et les « doctrines libérales », qui réformèrent par conséquent le parti libéral dont l'une des figures principales est le marquis d'Argenson. Ces nouveaux libéraux soutiennent désormais la monarchie constitutionnelle, mais souhaitent que les élections soient plus justes avec une corps électoral plus élargi tout en gardant un suffrage limité. À l'issue de ces élections, les doctrinaires obtiennent 136 sièges, soit environ 52,7% des voix et les « nouveaux libéraux » 10 sièges, soit 3,9% des voix,. Ce résultat incite le ministère de Richelieu à appliquer des lois à caractère plus libéral.
Conformément à la Charte de 1814, inspirée du système électoral de la Constitution de l'an III (1795), un tiers de l'assemblée devait être renouvelé chaque année. Aux législatives partielles de 1817, les ultras perdent tous leurs sièges mis aux votes, les doctrinaires en gagnent 39 et les libéraux en gagnent 12. Les élections législatives partielles de 1819 ont vu encore plus de sièges perdus par les ultras, n'en gagnant que 5, tandis que les doctrinaires en ont gagné 13 et les libéraux en ont gagné 35. À la suite des résultats de ces différentes élections, les libéraux contrôlent environ un tiers de le Chambre,,.
Lors des élections législatives de 1820 définies par la loi de juin 1820 dit « du double vote », les libéraux remportent 23 sièges supplémentaires pour un total de 80 députés. Toutefois, 
avec l'augmentation du nombre de députés et le double-vote, ce sont les ultra-royalistes qui obtiennent le plus grand gain avec 68 sièges supplémentaires, après avoir exploité la peur suscitée par l'assassinat du duc de Berry. Les doctrinaires gagnent quant à eux 58 sièges supplémentaires et restent la première force politique avec 194 députés.

#### Perte d'influence et union avec les doctrinaires
Face à cette montée des libéraux, les ultra-royalistes mettent la pression au duc de Richelieu et à son ministère pour une politique plus conservatrice. Un an plus tard, Richelieu est contraint de démissionner faute de soutiens et laisse sa place à Joseph de Villèle, le chef des Ultras, qui applique des mesures fortes pour empêcher toute dérive libérale du pays (censure de la presse, contrôle de l'instruction publique).
Cette reprise en main de Villèle se traduit par une écrasante victoire des ultras lors des élections législatives de 1824, qui obtiennent 413 sièges sur les 430 à pourvoir. Les libéraux perdent la quasi-totalité de leurs députés à part Benjamin Constant et les doctrinaires se maintiennent de justesse avec 17 sièges. Cela marque un coup d'arrêt pour le parti libéral, .
Durant l'été 1827, les oppositions aux gouvernement ultra-royaliste se rassemblent au sein de la société Aide-toi, le ciel t'aidera. Chez les libéraux on y retrouve La Fayette, Benjamin Constant et Jacques Laffitte mais aussi de nouvelles figures comme Odilon Barrot ou Adolphe Thiers. Ils côtoient des doctrinaires comme Royer-Collard, François Guizot ou Mathieu Molé et des républicains comme Dupont de l'Eure, Garnier-Pagès ou Auguste Blanqui.
Lors des élections législatives de 1827, cette union des oppositions libérales  profite de la division des ultra-royalistes pour remporter la majorité des sièges à pourvoir. Cette victoire force Villèle à démissionner et il est remplacé par Jean-Baptiste de Martignac à la tête d'un ministère plus modéré. Avec ce rapprochement entre libéraux et doctrinaires, la position politique de ces derniers passe du maintien de la Charte de 1814 à une position plus critique du roi Charles X, et contribuera en partie à déclencher la révolution française de 1830, .

## Résultats électoraux

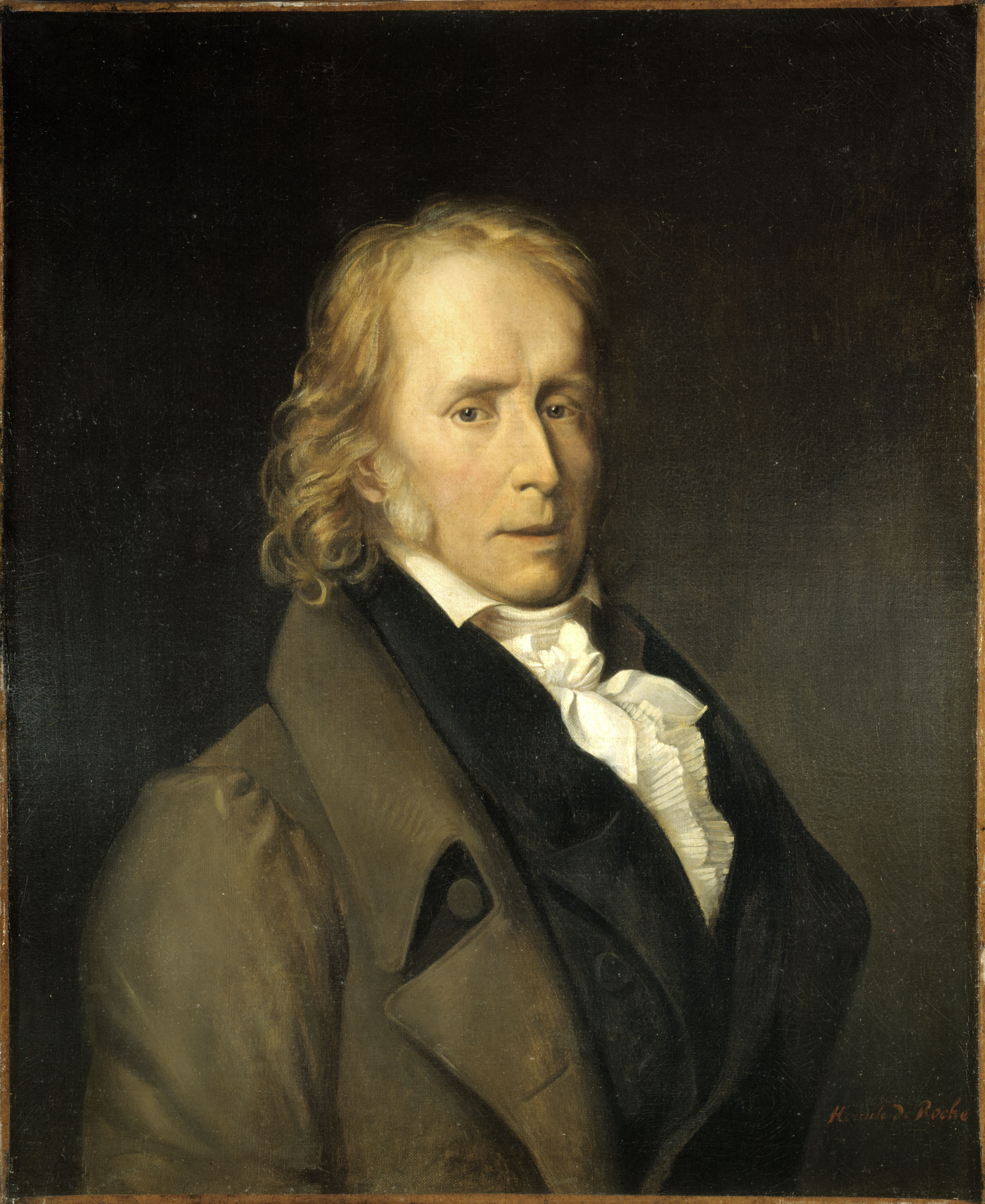
Portrait de Benjamin Constant vers 1820, juste avant les élections législatives de 1820 où il dirige le parti pendant leur mandat en tant que grand groupe d'opposition à la Chambre. Constant était décrit comme un membre actif de la Chambre, où les ultras tentaient de le faire taire.

Les libéraux de gauche appartenaient pour la plupart à la petite-bourgeoisie (classes moyennes supérieures) : médecins et avocats, hommes de loi et, dans les circonscriptions rurales, marchands et commerçants de biens nationaux. Sur le plan électoral, ils ont bénéficié de la lente émergence d'une nouvelle élite bourgeoise, due au début de la révolution industrielle.
| Élection                               | Votes    | %     | Sièges        | +/–                                    | Position       | Chef                                     |
| -------------------------------------- | -------- | ----- | ------------- | -------------------------------------- | -------------- | ---------------------------------------- |
| Chambre des représentants (Cent-Jours) |          |       |               |                                        |                |                                          |
| Mai 1815                               | 26 356   | 80,95 | 510 / 630     | Nv                                     | 1er (majorité) | Gilbert du Motier, Marquis de La Fayette |
| Chambre des Députés (Restauration)     |          |       |               |                                        |                |                                          |
| 1816                                   | 3 760    | 3,9   | 10 / 258      | 10                                     | 4e (minorité)  | Marc-René de Voyer, Marquis d'Argenson   |
| 1817                                   |          |       | 22 / 258      | 12                                     | 3e (minorité)  | Marc-René de Voyer, Marquis d'Argenson   |
| 1818                                   | 45 / 258 | 23    | 3e (minorité) | Marc-René de Voyer, Marquis d'Argenson |                |                                          |
| 1819                                   | 57 / 258 | 12    | 3e (minorité) | Marc-René de Voyer, Marquis d'Argenson |                |                                          |
| 1820                                   | 16 920   | 18,43 | 80 / 434      | 23                                     | 3e (minorité)  | Benjamin Constant                        |
| 1824                                   |          |       | 1 / 434       | 79                                     | 3e (minorité)  | Benjamin Constant                        |

## Idéologie
Certains membres des libéraux acceptaient le principe de la monarchie constitutionnelle sous une forme strictement cérémonielle et parlementaire, tandis que d'autres étaient des républicains modérés. Mis à part les questions constitutionnelles, ils s'accordèrent à chercher à restaurer les principes démocratiques de la Révolution française tels que l'affaiblissement du pouvoir clérical et aristocratique, et pensèrent donc que la Charte constitutionnelle n'était pas suffisamment démocratique ; ils n'aimèrent par ailleurs pas les traités de paix de 1815, la Terreur blanche, et le retour à la prééminence du clergé et de la noblesse. Ils souhaitaient abaisser la quotité imposable pour soutenir l'ensemble de la classe moyenne, au détriment de l'aristocratie, et soutenaient le suffrage universel ou du moins une large ouverture du système électoral aux classes moyennes modestes telles que agriculteurs et artisans,.

## Dans l'échiquier politique français
L'assemblée française a été la première des législatures européennes à avoir ses membres regroupés par parti et à siéger sur les « ailes ». Les ultras étaient assis à « l'aile droite », indiquant leur proximité avec le monarque (droite politique), les doctrinaires juste à leur gauche (centre droit), puis les libéraux au « centre gauche », et les républicains à gauche. En raison de leur situation géographique, les libéraux sont devenus des membres du spectre politique de centre gauche.